# Condado de Óbedos

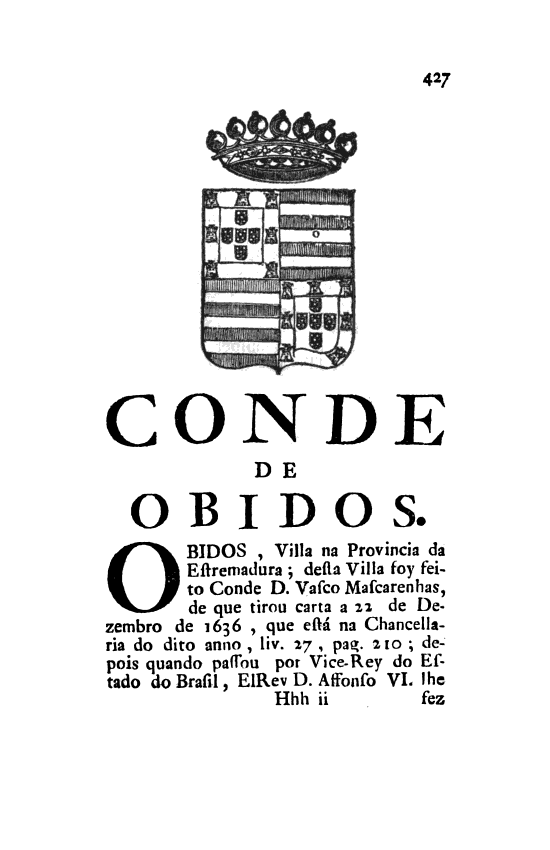
Escudo del i conde de Óbedos

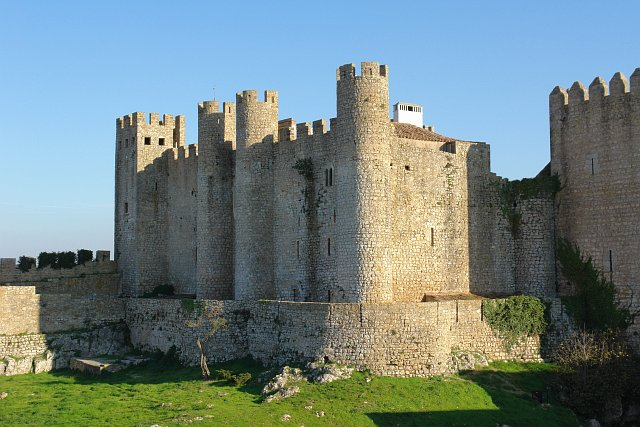
Castillo de la Villa de Óbidos, en Portugal.

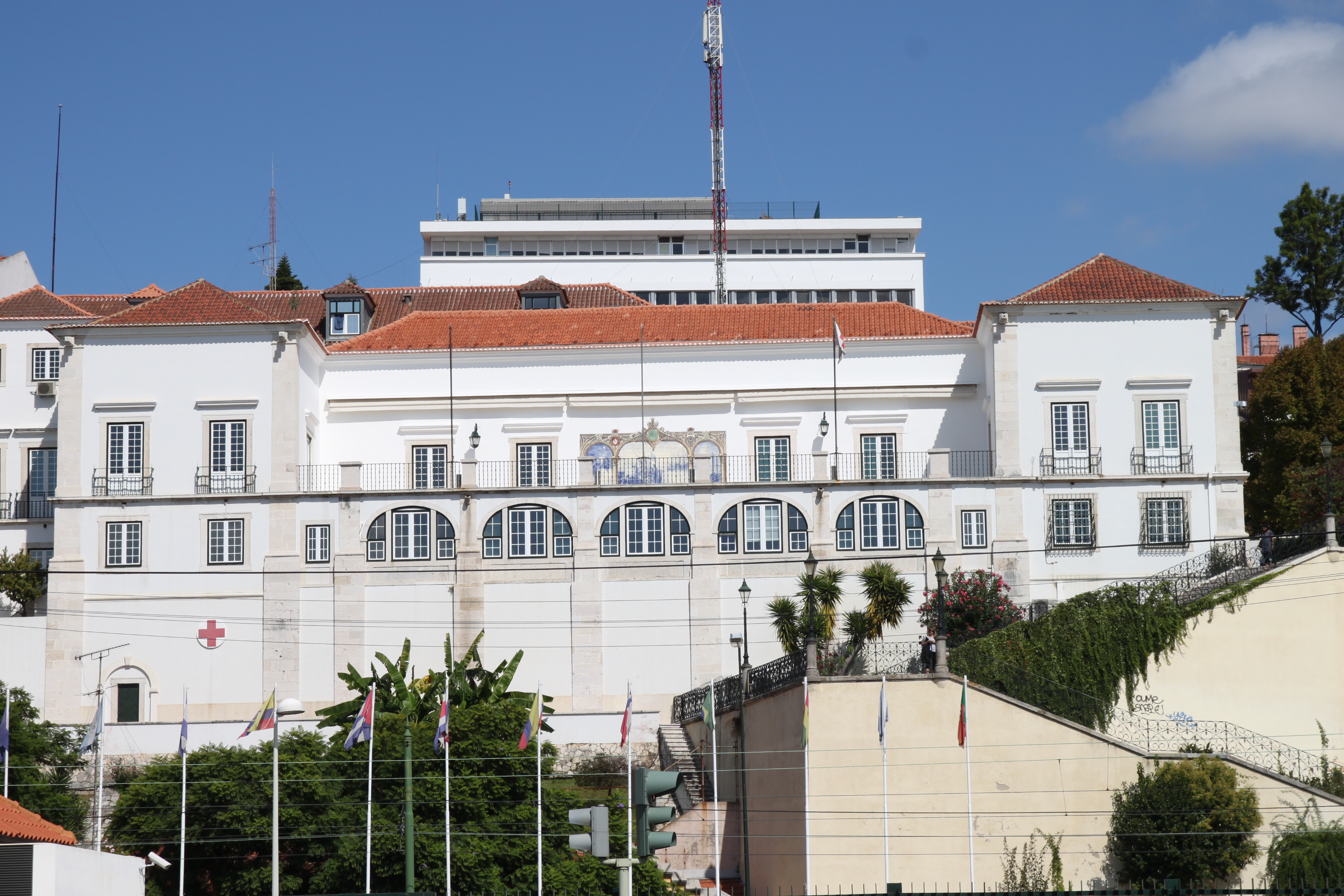
Palacio de los Condes de Óbedos, en Lisboa

El condado de Óbedos es un título nobiliario español creado en Portugal el 22 de diciembre de 1636 por el rey Felipe IV, a favor de Vasco de Mascareñas y Alencastre, Virrey de la India portuguesa y del Brasil, Comendador de la Orden del Cristo de Portugal. El título se creó en 1636 a título personal, siendo reconocido como hereditario en 1663, en el mismo titular.
Este título fue rehabilitado en 1916 por el rey Alfonso XIII a favor de Joaquín María Gómez de Barreda y Salvador.
Su denominación hace referencia a la localidad portuguesa de Óbidos. De hecho, la denominación fue durante mucho tiempo "conde de Óbidos". Actualmente la denominación oficial es "conde de Óbedos".

## Condes de Óbedos
|                                 | Titular                                             | Periodo                |
| Creación por Felipe IV          | Creación por Felipe IV                              | Creación por Felipe IV |
| ------------------------------- | --------------------------------------------------- | ---------------------- |
| I                               | Vasco de Mascareñas y Alencastre                    | 1636- ?                |
| II                              | Juana Francisca Mascareñas y Acuña                  | ? -1661                |
| III                             | Antonio Francisco de Luna Portocarrero y Mascareñas | 1661-1698              |
| IV                              | Pía Antonia Portocarrero de Sotomayor y Mascareñas  | 1698-1716              |
| V                               | Fernando de Prado Bravo y de Acuña                  |                        |
| VI                              | Francisco de Paula de Prado y Ronquillo             | ? -1746                |
| VII                             | María Micaela de Prado y Ronquillo                  | 1746-1755              |
| VIII                            | Joaquín Ciro de Acuña y Prado                       | 1755-1795              |
| IX                              | Antonio María de Acuña Prado y Fernández de Miranda | 1795-1810              |
| X                               | Manuel Lorenzo de Acuña y Fernández-Miranda         | 1810-1824              |
| XI                              | Manuel Antonio de Acuña y Dewitte                   | 1824 -1883             |
| Rehabilitación por Alfonso XIII |                                                     |                        |
| XII                             | Joaquín María Gómez de Barreda y Salvador           | 1916-1941              |
| XIII                            | José Joaquín Gómez de Barreda y Salvetti            | 1950-1976              |
| XIV                             | Alonso de Heredia y del Rivero                      | 1976-1981              |
| XV                              | Fernando de Heredia y Albornoz                      | 1981-2016              |
| XVI                             | María de la Sierra de Heredia Cubero                | 2017-actual titular    |

## Historia de los Condes de Óbedos
- Vasco de Mascareñas y Alencastre (f. en 1678), I conde de Óbedos , se casó en primeras nupcias el 15 de octubre de 1636 en el Palacio Real de Madrid con Jerónima de la Cueva y Mendoza (baut. 4 de octubre de 1595),[2] hija de Luis de la Cueva y Benavides, señor de Bedmar, y dama de la reina Isabel de Borbón.[3] Después de la sublevación del reino de Portugal en 1640, apoyó al monarca luso mientras que su hija se mantuvo fiel al rey Felipe IV.  Esto llevó a la separación de ambas ramas de la familia. El título fue reconocido por el rey portugués el 19 de mayo de 1646 y Vasco pudo mantener el dominio sobre Óbidos en 1663. El condado de Óbidos portugués lo heredó Fernando Martins Mascarenhas, el hijo habido de su segundo matrimonio con Joana Francisca de Vilhena mientras que su nieto Antonio Francisco de Luna Portocarrero y de la Cueva, conservó el título, ya castellanizado, gracias a la merced del rey Felipe IV.[3] Le sucedió su hija:

- Juana Francisca Mascareñas de la Cueva (1638-1661), II condesa de Óbedos.

Se casó en Madrid (San Marcos) el 28 de octubre de 1657 con Antonio de Luna y Portocarrero, hijo de Cristóbal Portocarrero Osorio y Luna, III conde de Montijo, y de Ana de Luna y Enríquez, II condesa de Fuentidueña. Le sucedió su hijo:
- Antonio Francisco de Luna Portocarrero Mascareñas y de la Cueva (Fuentidueña, 3 de septiembre de 1658-Madrid, 1698), III conde de Óbedos y caballero de la Orden de Alcántara.

Contrajo matrimonio el 19 de diciembre de 1698 con Teresa Andrea de Sotomayor Pacheco Meneses y Barba (m. 1715), IV marquesa de Castrofuerte, vizcondesa de Castilfalé y señora de Alconchel y de Fermoselle en esas fechas parte de Portugal, hija y heredera de Francisco de Sotomayor Pacheco, III marqués de Castrofuerte, y de su esposa Francisca Chacón. Después de enviudar, Teresa Andrea contrajo un segundo matrimonio en 1708 con Diego de Zúñiga Sotomayor y Enríquez. Le sucedió su hija:
- Pía Antonia Portocarrero de Sotomayor y Mascareñas (1698-1716), IV condesa de Óbedos,[3] V marquesa de Castrofuerte, vizcondesa de Castilfalé.

Se casó con Vicente de Guzmán y Spínola conde de Villaumbrosa. Le sucedió su primo hermano:
- Fernando de Prado Bravo y Acuña, V conde de Óbedos, II marqués de Prado.

Contrajo matrimonio con Ángela Manuela Ronquillo y Briceño, III marquesa de Villanueva de las Torres que había casado en primeras nupcias con Antonio Vázquez de Coronado. Le sucedió su hijo.
- Francisco de Paula de Prado y Ronquillo (m. 1746), VI conde de Óbedos, IV marqués de Prado. Le sucedió su hermana.

- María Micaela de Prado y Ronquillo (m. 1755), VII condesa de Óbedos,[6] V marquesa de Prado,[6] contrajo matrimonio en Madrid el 26 de mayo de 1695 con Juan Manuel de Acuña y Vázquez de Coronado[7] (Madrid, 26 de mayo de 1695-30 de octubre de 1742),[8] III marqués de Escalona y III marqués de Casa Fuerte.[6][8] Le sucedió su hijo.

- Joaquín Ciro de Acuña y Prado (Madrid, 1738-15 de junio de 1795),  VIII conde de Óbedos,[6] V marqués de Escalona[6][9], V marqués de Casa Fuerte, VI marqués de Prado,[6][8][7] V marqués de Villanueva de las Torres,[6] y VII conde de Gramedo.[6][7]

Contrajo un primer matrimonio con Francisca Gayoso de los Cobos Sarmiento y después volvió a casar en Madrid, el 24 de junio de 1765, con María Cayetana Fernández de Miranda Villacís (Madrid, 24 de mayo de 1743-25 de agosto de 1817), hija de Sancho Fernández de Miranda Ponce de León, IV marqués de Valdecarzana, y de su esposa Ana Catalina de Villacís y de la Cueva. Le sucedió su hijo del segundo matrimonio;
- Antonio María de Acuña y Fernández de Miranda (Madrid, 30 de marzo de 1766-Lucena,, 26 de marzo de 1810),[7] IX conde de Óbedos,[6] IX marqués de Bedmar, GdE, VI marqués de Escalona, VI de Casafuerte, VII marqués de Prado,[6] VI de Villanueva de las Torres,[7] y VIII conde de Gramedo.

Se casó el 22 de diciembre de 1799 con Rosa María de Carvajal y Manrique de Lara, hija del V condado de Castillejo|conde de Castillejo. Sin descendencia. Le sucedió su hermano.
- Manuel Lorenzo de Acuña y Fernández de Miranda (10 de agosto de 1767-24 de marzo de 1824),[10][11] X conde de Óbedos,[6] VII marqués de Escalona,[6]  VII marqués de Casa Fuerte, XII y último señor de Bedmar,[2] X marqués de Bedmar,[6][10] VII marqués de Villanueva de las Torres, VIII marqués de Prado,[6][11] y IX conde de Gramedo.[6]

Se casó en Badajoz el 16 de septiembre de 1805 con María Antonia Dewitte Rodríguez de Alburquerque (Barcelona, 16 de junio de 1785-París, 22 de marzo de 1837), hija de Carlos de Witte y Pau, marqués van Marck der Lummen, mariscal de campo de los reales ejércitos, gobernador y corregidor de Badajoz, y de María Juana Rodríguez de Algurquerque y Díaz Mirabal.
- Manuel Antonio de Acuña y Dewitte (Madrid, 22 de mayo de 1821-ibídem, 16 de mayo de 1883),[13][2] XI conde de Óbedos, VIII marqués de Escalona, VIII marqués de Casa Fuerte,  X marqués de Bedmar, grande de España,[10] marqués de Villanueva de las Torres (título que cedió a su hermana María Cayetana),[14]  conde de Gramedo y Vizcondado de Villar de Farfán.[15]

Contrajo matrimonio en París el 23 de noviembre de 1842 con Lucía Palladi Calimach (m. 1860). Después contrajo un segundo matrimonio en Madrid el 15 de abril de 1861 con Catalina de Montufar y García Infante.  Tuvo un hijo de su primer matrimonio, Manuel Antonio, que premurió a su padre el 19 de octubre de 1863. A su muerte, extinguida la línea recta de varón a varón, los marquesados de Escalona y Bedmar pasaron a su sobrino, Ernesto Fernández de Heredia y Acuña, hijo de su hermana María Cayetana.
Rehabilitado en 1916 por:
- Joaquín María Gómez de Barreda y Salvador,  XII conde de Óbedos.

Se casó con Elena Salvetti y Sandoval. Le sucedió su hijo en 1950;
- José Joaquín Gómez de Barreda y Salvetti (1921-1998), XIII conde de Óbedos,[16] VI barón de Patraix, VI barón de Planes (1954), barón de Petrés (1993). Desposeído del título en 1976, a favor de un descendiente del VIII conde, al tener mejor derecho.

- Alonso de Heredia y del Rivero (baut. en Limpias, 10 de septiembre de 1898-30 de octubre de 1983),[10] XIV conde de Óbedos,[17] XI marqués de Escalona, XIV marqués de Bedmar, XIII marqués de Prado.[2]

Contrajo matrimonio en Córdoba el 10 de octubre de 1923 con Isabel de Albornoz Martel Portocarrero y Arteaga (m, Córdoba, 1 de noviembre de 1989). Le sucedió su hijo;
- Fernando de Heredia y Albornoz (1931-Córdoba 20 de junio de 2016),[19] XV conde de Óbedos.[20]

Se casó con María de Cubero Gómez de Aranda. Le sucedió su hija.
- María de la Sierra de Heredia Cubero, XVI condesa de Óbedos,[21] casada con Ramón Platero Parada.